# باول كروسبي
باول كروسبي (بالإنجليزية: Paul Crosbie)‏ هو مدرب كرة قدم ولاعب كرة قدم بريطاني، ولد في 25 نوفمبر 1976 في دامفريس ‏ في المملكة المتحدة. شارك مع منتخب جزر تركس وكايكوس لكرة القدم. أما مع النوادي، فقد لعب مع أستون فيلا.

## وصلات خارجية
- باول كروسبي على موقع الاتحاد الدولي (مؤرشف)  (الإنجليزية)
- باول كروسبي على موقع قاعدة بيانات كرة القدم.إي يو (الإنجليزية)
- باول كروسبي على موقع ناشيونال فوتبول تيمز (الإنجليزية)